# 波号第百九潜水艦
波号第百九潜水艦（はごうだいひゃくきゅうせんすいかん）は、日本海軍の潜水艦。波百一型潜水艦の9番艦。太平洋戦争末期に竣工して特殊潜航艇隊の訓練に従事し、戦後海没処分された。

## 艦歴
マル戦計画の輸送潜水艦小型、第4601号艦型の9番艦、仮称艦名第4609号艦として計画。1944年8月1日、三菱重工業神戸造船所で建造番号752番船として仮称艦名第4607号艦と同時に起工。9月1日、波号第百九潜水艦と命名されて波百一型潜水艦の8番艦に定められ、本籍を呉鎮守府と仮定。12月11日、艤装員事務所を三菱神戸造船所内に設置し事務を開始。
1945年1月10日、進水。3月10日竣工し、艤装員事務所を撤去。本籍を呉鎮守府に定められ、第六艦隊第十一潜水戦隊に編入。同日、呉へ向け神戸発。12日から呉に所在し訓練を行う。20日、連合艦隊附属第十特攻戦隊に編入。本艦は呉で訓練を継続。
4月14日から15日にかけて、呉で魚雷格納筒と魚雷を積載。18日、三崎へ回航。20日、蛟龍の曳航試験を実施し宿毛へ回航。22日呉へ回航し、潜水艦桟橋で整備を行う。
呉在泊中の5月4日、第十特攻戦隊司令官の将旗を呉潜水艦基地隊庁舎から本艦に移揚。7日、第十特攻戦隊の宿毛進出を支援するため呉発。三机を経由し、9日宿毛着。17日から18日にかけて呉沖で訓練に従事。21日、第百一突撃隊の宿毛進出を支援するため、大浦へ回航。以後呉-佐伯-宿毛間を移動して蛟龍の受領と回航、訓練目標艦、補給母艦としての行動や戦隊司令部の移動など、第十特攻戦隊の行動を支援した。
終戦時は宿毛に所在。11月30日、海軍省の廃止に伴い除籍。
1946年4月1日、五島列島キナイ島沖でアメリカ海軍により海没処分された。

## 潜水艦長
艤装員長
1. 伊藤年典 大尉：1945年1月20日 - 1945年3月5日
2. 倉科康介 大尉：1945年3月5日 - 1945年3月10日

潜水艦長
1. 倉科康介 大尉：1945年3月10日 - 1945年3月20日
2. 國弘信治 大尉：1945年3月20日 - 1945年11月5日